# 아라가미 (영화)
《아라가미》(荒神: Aragami)는 일본에서 제작된 기타무라 류헤이 감독의 2003년 액션, 판타지, 공포 영화이다. 오오사와 타카오 등이 주연으로 출연하였고 이시다 유우지 등이 제작에 참여하였다.

## 출연

### 주연
- 오오사와 타카오
- 가토 마사야
- 우오타니 카나에

## 기타
- 미술: Norifumi Ataka, 하야시다 유지
- 의상: Kobayashi Junko
- Sv-PD: 카와이 신야